# Pomatoschistus microps
Il ghiozzetto baltico (Pomatoschistus microps (Krøyer, 1838)) è un pesce di mare e di acqua salmastra della Famiglia Gobiidae.

## Distribuzione e habitat
Il suo areale parte dalla Norvegia ed arriva fino al Marocco, la Mauritania e le Canarie, comprendendo il mar Baltico. È presente anche in mar Mediterraneo ma la sua reale diffusione in questo mare è ignota. Molto comune in mar Adriatico.
Vive soprattutto in acque salmastre rifuggendo sia le acque dolci dei fiumi che quelle marine. Si trova soprattutto in estuari e lagune, su fondi sabbiosi. Dove presente forma spesso popolazioni abbondantissime.

## Descrizione
Molto simile a Pomatoschistus minutus, da cui si riconosce per:
- muso corto, con un netto angolo all'altezza dell'occhio
- macchia scura all'ascella della pinna pettorale
- femmine panciute
- maschio con una macchia nera o blu scura sulla prima pinna dorsale
- alcune striature scure tra occhio e bocca
- il maschio in abito nuziale ha strie rossastre e bluastre sulle pinne dorsali.

Raggiunge i 7 cm.

## Alimentazione
Si nutre di piccoli invertebrati sia bentonici che planctonici.

## Riproduzione
Si riproduce in estate, le uova vengono attaccate al soffitto di una valva di mollusco Bivalve (in genere Cerastoderma) e sorvegliate dal maschio per una decina di giorni.

## Biologia
Spesso vive in acqua bassissima in cui è protetto dai predatori.